# Johann Bertram von Nesselrode-Ehreshoven
Johann Bertram Freiherr von Nesselrode-Ehreshoven (* 1624; † 1712) war Domherr in Münster.

## Leben

### Herkunft und Familie
Johann Bertram von Nesselrode-Ehreshoven entstammte als Sohn des Matthias von Nesselrode-Ehreshoven (1592–1670) und dessen Gemahlin Maria Elisabeth von Wylich († 1656) dem westfälischen Adelsgeschlecht von Nesselrode. Aus diesem, welches seinen Stammsitz von 1396 bis 1921 im Schloss Ehreshoven hatte, sind zahlreiche Amtmänner und Räte in bergischen Diensten sowie Domherren und Kanoniker hervorgegangen. Johann Bertram hatte sieben Geschwister: Anna Catharina (Kanonisse in Rintrup) und Anna Johanna Sebastiana (⚭ Franz Wessel von der Recke), Franz, Johann Matthias, Johann Sigismund, Johann Wilhelm und Johann Salentin. Im Jahre 1657 heiratete Johann Bertram die Freiin Maria Margaretha von Harff († 1689). Aus dieser Ehe stammte der Sohn Johann Bertram Wilhelm von Nesselrode († 1705), der 1693 Maria Luisa von Brabeck heiratete. Deren Tochter Charlotte (1698–1726) war mit Johann Rudolf von Twickel (1684–1759, Landdrost in Rheine-Bevergern) verheiratet. Ihre Kinder waren Clemens August (Amtsdroste) und Jobst Edmund (Domherr).

### Wirken
Am 20. März 1637 wurde Johann Bertram nach dem Tode des Domherrn Adolf von Asbeck für eine münstersche Dompräbende präsentiert. Nach Vorlage des Studienzeugnisses der Universität Paris wurde er am 14. Juli 1648 emanzipiert. Nachdem er am 24. Oktober 1656 verzichtete, heiratete er ein Jahr später die Freiin Maria Margaretha von Harff zu Dreiborn.